# Campionati del mondo Ironman 70.3 del 2021
La gara valida per i Campionati del mondo Ironman 70.3 del 2021 si è tenuta il 18 settembre a St. George nello stato dello Utah (Stati Uniti d'America).
Tra gli uomini ha vinto il norvegese Gustav Iden, mentre tra le donne si è laureata campionessa del mondo ironman 70.3 la britannica Lucy Charles-Barclay.
Si è trattata della 15ª edizione dei campionati mondiali di Ironman 70.3, che si tengono annualmente dal 2006. I campionati sono organizzati dalla World Triathlon Corporation (WTC).

## Ironman 70.3 - Risultati dei Campionati

### Uomini
| Pos. | Tempo    | Nome              | Paese       | Ripartizione tempi | Ripartizione tempi | Ripartizione tempi | Ripartizione tempi | Ripartizione tempi |
| Pos. | Tempo    | Nome              | Paese       | Nuoto              | T1                 | Bici               | T2                 | Corsa              |
| ---- | -------- | ----------------- | ----------- | ------------------ | ------------------ | ------------------ | ------------------ | ------------------ |
|      | 03:37:13 | Gustav Iden       | Norvegia    | 24:14              | 1:14               | 02:14:59           | 0:35               | 01:11:32           |
|      | 03:41:09 | Sam Long          | Stati Uniti | 25:26              | 1:26               | 02:26:49           | 0:50               | 01:12:11           |
|      | 03:42:24 | Daniel Baekkegard | Danimarca   | 23:14              | 1:14               | 02:14:02           | 0:55               | 01:13:23           |
| 4    | 03:43:08 | Miki Taagholt     | Danimarca   | 23:12              | 1:12               | 02:12:07           | 0:57               | 01:14:00           |
| 5    | 03:43:25 | Jackson Laundry   | Canada      | 24:13              | 1:13               | 02:13:58           | 0:48               | 01:14:38           |
| 6    | 03:43:48 | Ben Kanute        | Stati Uniti | 23:08              | 1:08               | 02:08:13           | 0:35               | 01:15:05           |
| 7    | 03:44:42 | Eric Lagerstrom   | Stati Uniti | 23:16              | 1:16               | 02:16:43           | 0:47               | 01:15:57           |
| 8    | 03:45:10 | Magnus Ditlev     | Danimarca   | 25:20              | 1:20               | 01:20:30           | 0:56               | 01:18:25           |
| 9    | 03:45:18 | Sam Appleton      | Australia   | 23:36              | 1:36               | 02:36:40           | 0:39               | 01:16:34           |
| 10   | 03:47:03 | Felipe Azevedo    | Portogallo  | 24:20              | 1:20               | 02:20:02           | 0:54               | 01:15:03           |

### Donne
| Pos. | Tempo    | Nome                 | Paese       | Ripartizione tempi | Ripartizione tempi | Ripartizione tempi | Ripartizione tempi | Ripartizione tempi |
| Pos. | Tempo    | Nome                 | Paese       | Nuoto              | T1                 | Bici               | T2                 | Corsa              |
| ---- | -------- | -------------------- | ----------- | ------------------ | ------------------ | ------------------ | ------------------ | ------------------ |
|      | 04:00:19 | Lucy Charles-Barclay | Regno Unito | 24:35              | 1:15               | 02:14:58           | 0:44               | 01:18:47           |
|      | 04:08:38 | Jeanni Metzler       | Sudafrica   | 26:08              | 1:12               | 02:20:18           | 0:49               | 01:20:11           |
|      | 04:08:49 | Taylor Knibb         | Stati Uniti | 26:05              | 1:08               | 02:18:26           | 0:53               | 01:22:17           |
| 4    | 04:10:45 | Katrina Matthews     | Regno Unito | 28:14              | 1:22               | 02:17:44           | 0:48               | 01:22:36           |
| 5    | 04:12:10 | Emma Pallant         | Regno Unito | 28:13              | 1:16               | 02:18:07           | 0:53               | 01:23:41           |
| 6    | 04:12:49 | Skye Moench          | Stati Uniti | 28:25              | 1:25               | 02:17:42           | 0:54               | 01:24:23           |
| 7    | 04:15:02 | Jackie Hering        | Stati Uniti | 27:19              | 1:22               | 02:22:28           | 0:57               | 01:22:56           |
| 8    | 04:16:02 | Holly Lawrence       | Regno Unito | 26:03              | 1:12               | 02:21:05           | 0:46               | 01:26:56           |
| 9    | 04:16:17 | Nikki Bartlett       | Regno Unito | 30:20              | 1:27               | 02:19:12           | 0:58               | 01:24:19           |
| 10   | 04:17:10 | Anne Reischmann      | Germania    | 28:23              | 1:19               | 02:21:09           | 0:49               | 01:25:29           |